# Мамерто Урріолагойтіа
Мамерто Урріолагойтіа Харріаг (ісп. Mamerto Urriolagoitia Harriague; 5 грудня 1895 — 4 червня 1974) — болівійський політичний діяч, президент країни з 1949 до 1951 року.

## Політична кар'єра
Навчався у Франції, а згодом вступив на болівійську дипломатичну службу. 1947 року був призначений на пост віце-президента в адміністрації Енріке Ерцога. На цій посаді постійно стикався із заворушеннями з боку робітників та профспілок, а також консервативних лідерів. У зв'язку з цим президент Ерцог був змушений піти у відставку 1949 року. Після цього Урріолагойтіа очолив уряд. Він одразу ж посилив репресії. Проти нього об'єднались члени реформістських рухів: Віктор Пас Естенсоро, Хуан Лечін, Ернан Сілес Суасо та інші. Опозиція організувала всією країною низку жорстоких повстань у травні-вересні 1949 року. Тоді президенту ледь вдалось утримати контроль над ситуацією, але це стало початком кінця правління олігархічного режиму, що панував у крані з 1880 до 1936, був відновлений у 1940–1943 та 1946–1952 роках.
За результатами виборів 1951 року переможцем був оголошений опозиційний лідер Віктор Пас Естенсоро. Натомість Урріолагойтіа навіть і думати не бажав про те, щоб передати владу Пасу. Замість цього він здійснив дещо неймовірне для болівійської політики — він призначив на пост президента генерала Гуго Бальївіана, фактично здійснивши переворот проти самого себе. Результати виборів були анульовані, а Бальївіан закріпився у президентському палаці. Урріолагойтіа пішов з політики й залишив країну. Пізніше він повернувся до рідного Сукре, де й помер 4 червня 1974 у віці 78 року.